# Rio Bârsa Fierului
O Rio Bârsa Fierului é um rio da Romênia afluente do Rio Bârsa, localizado no distrito de Braşov.